# Hugo von Wilamowitz-Moellendorff

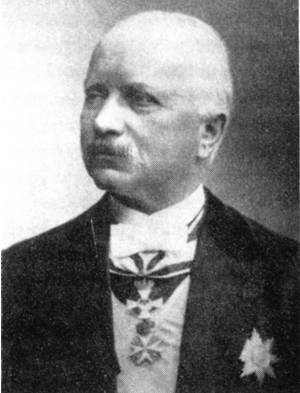
Hugo von Wilamowitz-Moellendorff

Hugo Wichardt Theodor Freiherr von Wilamowitz-Moellendorff (ur. 18 czerwca 1840, zm. 30 sierpnia 1905 w Kobylnikach) – ziemianin, właściciel dóbr Kobylniki, Łagiewniki, Kraszyce, Rożniaty.
Był synem Arnolda von Wilamowitza-Moellendorffa i Ulryki von Wilamowitz-Moellendorff. Był landratem inowrocławskim, w tym samym czasie pełnił funkcję nadprezydenta Prowincji Poznańskiej.
Był ojcem Hugona Friedricha Wilhelma.

## W kulturze
- Jest jednym z bohaterów polskiego serialu historycznego Najdłuższa wojna nowoczesnej Europy w reżyserii Jerzego Sztwiertni. Odtwórcą jego roli był Witold Skaruch.